# Repräsentation (Neurowissenschaft)
Der Begriff zerebrale Repräsentation verdeutlicht die Tatsache, dass die verschiedenen Gebiete des Gehirns (Cerebrum) eine unterschiedliche Rolle bei Körperfunktionen, Verhaltensvorgängen und mentalen Prozessen spielen.
Beispiel:
- Der primär-motorische   Kortex (Brodmann Area 4) enthält die Repräsentation der Körperteile, die Bewegungen ausführen können.